# Комос

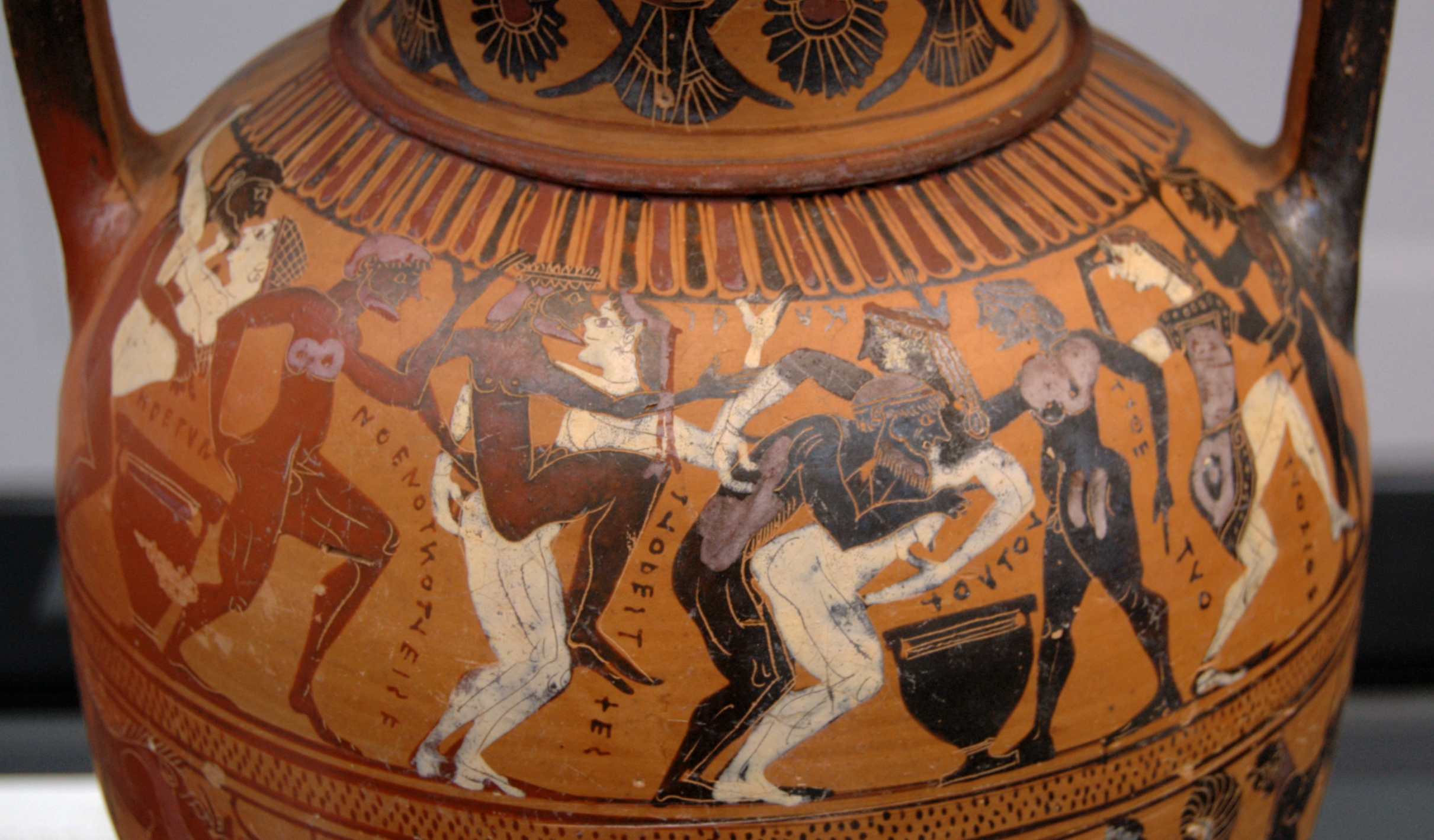
Чернофигурная аттическая амфора с изображением комастов и гетер. Ок. 560 г. до н. э. Государственное античное собрание. Мюнхен

Комос (др.-греч. κώμος) — название ритуального шествия в Древней Греции в музыкальном сопровождении кифар и флейт, отличавшегося фривольностью и непринуждённостью.
Самые ранние упоминания комоса описывают его как ритуал, связанный с песнопениями, танцами и музыкой, который, однако, не имел отношения к богу Дионису. Такие представления проводились в Древней Греции вплоть до времён римской империи, однако уже в VI в. до н. э. празднество стали связывать с почитанием культа бога Диониса. Шествия комос часто встречаются в древнегреческой вазописи. Позднее комос стал неотъемлемой частью дионисии. Участники комоса назывались комастами.